# Indi One
Indi One – elektryczny samochód osobowy typu SUV Coupe klasy średniej wyprodukowany pod amerykańską marką Indi w 2021 roku.

## Historia i opis modelu

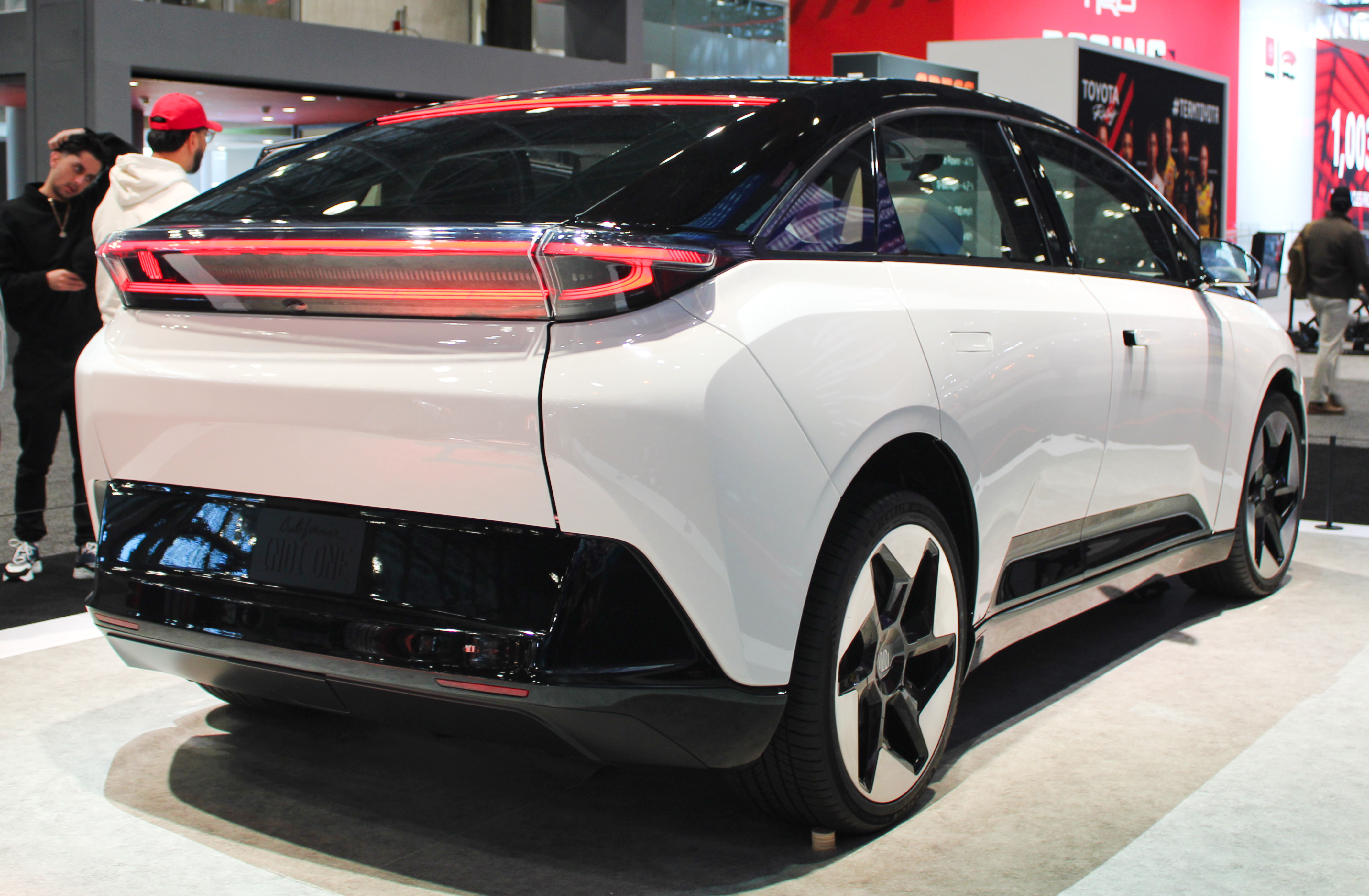
Indi One - tył

Indi One został zaprezentowany po raz pierwszy w połowie października 2021 roku jako rezultat trwającego przez 4 lata procesu konstrukcyjnego, który zapoczątkowało utworzenie startupu Indi w 2017 roku w amerykańskim Los Angeles.
Za projekt stylistyczny samochodu odpowiedzialny był stylista Andre Hudson, nadając Indi One charakterystyczne, futurystyczne proporcje w stylu tzw. SUV-ów Coupe z łagodnie opadającą linią dachu oraz szerokimi panelami oświetlenia LED obejmującego całą szerokość nadwozia. Dwubarwne malowanie nadwozia dobrano do dużych, 22-calowych alufelg. Według deklaracji producenta, pod kątem technicznym samochód wyposażono w tzw. superkomputer obsługujący m.in. oprogramowanie sterujące układem napędowym.

### Sprzedaż
Indi rozpoczęło zbieranie zamówień na swój pierwszy samochód w pierwszych miesiącach 2022 roku, z czego dostawy pierwszych egzemplarzy miały odbyć się nie wcześniej niż w 2023 roku. Ceny, w jakich dostępna miała być gama wariantów modelu One, mialy wahać się między 45 000 a 65 000 dolarów. W październiku 2022 tajwański Foxconn poinformował, że produkcja Indi One będzie odbywać się w jego zakładach w amerykańskim Lordstown. Plany te uniemożliwiło jednak bankructwo startupu Indi w październiku 2023.

### Dane techniczne
Indi One to samochód w pełni elektryczny, który wyposażony został w napęd na cztery koła. Bateria ma charakteryzować się pojemnością 95 kWh, pozwalając na przejechanie na jednym ładowaniu do 442 kilometrów. Pojazd został wyposażony w funkcję obsługi szybkiego ładowania.